# Hé Arnold ! : Mission Jungle
Pour plus de détails, voir Fiche technique et Distribution.
Hé Arnold ! Mission jungle : le film (Hey Arnold!: The Jungle Movie) est un téléfilm d'animation américain de Raymie Muzquiz, diffusé pour la première fois aux États-Unis le 24 novembre 2017 sur Nickelodeon, faisant suite à la série télévisée Hé Arnold ! de Craig Bartlett, diffusée entre 1996 et 2004.
Imaginé lors de la production de la série, notamment pour faire suite au film d'animation Hé Arnold ! sorti au cinéma en 2002, le projet reste en suspens à la suite du départ de Bartlett de Nickelodeon et à l'arrêt de la série. Finalement, après notamment une mobilisation des fans, le créateur et la chaîne décident de travailler de nouveau ensemble et officialisent la production du téléfilm en mars 2016. The Jungle Movie sert aussi bien de conclusion à la série qu'il peut servir d'ouverture pour une nouvelle saison.

## Synopsis
Après avoir découvert une carte de San Lorenzo dans le journal de son père (dans le double-épisode final de la série d'origine, Le Journal - Partie 1 et Partie 2), Arnold et ses camarades de classe se rendent en Amérique du Sud à l'occasion d'un voyage scolaire. Le jeune garçon à la tête de ballon de rugby souhaite alors faire toute la lumière sur ce qu'il est advenu de ses parents bien des années plus tôt, tandis que Helga compte enfin lui dévoiler ses sentiments.

## Fiche technique
Sauf indication contraire, les informations mentionnées dans cette section peuvent être confirmées par la base de données cinématographiques IMDb,  présente dans la section « Liens externes ».
- Titre original : Hey Arnold! The Jungle Movie
- Titre français : Hé Arnold ! Mission jungle : le film
- Réalisation : Raymie Muzquiz et Stu Livingston (co-réalisateur)
- Scénario : Craig Bartlett et Joseph Purdy, d'après une histoire de Lisa Groening et Laura Sreebny
- Montage : Kent Beyda
- Musique : Jim Lang
- Production : Craig Bartlett, Lizbeth Velasco, Raymie Muzquiz et Chris Viscardi
- Sociétés de production : Snee-Oosh, Inc. et Nickelodeon Animation Studio
- Pays d’origine :  États-Unis
- Langue originale : Anglais
- Genre : Comédie
- Durée : 81 minutes
- Dates de sortie :
  - États-Unis : 24 novembre 2017
  - France : 21 avril 2018

## Distribution
- Mason Vale Cotton : Arnold Shortman
- Benjamin Flores Jr : Gerald
- Francesca Marie Smith : Helga
- Dan Castellaneta : Grand-père Phil
- Tress MacNeille : Grand-mère Pookie
- Anndi McAfee : Phoebe
- Justin Shenkarow : Harold
- Olivia Hack : Rhonda
- Gavin Lewis : Eugene
- Aiden Lewandowski : Sid
- Jet Jurgensmeyer : Stinky
- Laya Hayes : Nadine
- Nicolas Cantu : Curly
- Dan Butler : Monsieur Simmons
- Maurice LaMarche : Big Bob
- Kath Soucie : Miriam
- Nika Futterman : Olga
- Craig Bartlett : Miles, Briany, Abner, Monkeyman
- Antoinette Stella : Stella
- Carlos Alazraqui : Eduardo
- Dom Irrera : Ernie
- Wally Wingert : Oskar, Monsieur Hyunh, Dino Spumoni
- Danny Cooksey : L'Incrusté
- Danielle Judovits : Grosse Patty
- Jim Belushi : Coach Wittenberg
- Stephen Stanton : L'Homme pigeon
- Lane Toran : Che
- Jamil Walker Smith : Paulo
- Alfred Molina : La Sombra

### Distribution française
- Esther Aflalo
- Philippe Allard
- Maia Baran
- Pierre Bodson
- Peppino Capotondi : la Sombra
- Marie du Bled
- Aaricia Dubois
- Alain Eloy
- Cécile Florin
- Élisabeth Guinand : Phoebe
- Michel Hinderyckx : M. Simmons
- Pierre Le Bec
- Brieuc Lemaire : Harold
- Laëtitia Liénart
- Gilles Poncelet
- Sophie Pyronnet
- Benoît Van Dorslaer : grand-père Phil
- Nancy Philippot : Helga